# Chromis xanthochira
Chromis xanthochira är en fiskart som först beskrevs av Pieter Bleeker, 1851. Chromis xanthochira ingår i släktet Chromis och familjen Pomacentridae. Inga underarter finns listade i Catalogue of Life.